# Димитр Кантакузин
Димитр Кантакузин (серб. Димитрије Кантакузин/Dimitrije Kantakuzin; 1435 рік— 1487 рік) — сербський письменник грецького походження XV століття.

## Біографія
Димитр народився в родині митника у Ново Брдо у 1435 році Його батько був одним із Кантакузенів, які заселили Сербію після одруження сербського деспота Джураджа Бранковича (правління 1427—1456) та Ірени Кантакузени в 1414 році. У нього були брати Яня, Олексій і Георгій.
У 1455 році після тривалого і важкого бомбардування міста Ново-Брдо капітулювало. Султан Мехмед Завойовник увійшов до міста і наказав стратити знать Ново-Брдо. Він також наказав обезголовити всіх здорових сербських чоловіків, дітей і хлопчиків зарахувати в яничари, а дівчат і жінок цього міста віддати його солдатам і командирам як рабів. Димитру було близько двадцяти років, він був свідком цих сцен анархії, жорстокості та смерт, тому став одержимий силою смерті. Смерть стала постійним супутником, мучителем, центральною темою і головним мотивом його літературних творів.
Димитр мав ще один тяжкий досвід. Султан Мехмед Завойовник стратив кількох членів сім'ї Кантакузина в Сербії. За наказом султана Мехмеда II Джанджа був страчений у Стамбулі у вересні 1477 року разом із двома своїми молодшими братами Алексіосом і Георгієм, чотирма синами та дванадцятьма онуками. Той факт, що сербські Кантакузини були тісно пов'язані з Іриною Кантакузеною (Єріною), дружиною сербського деспота Юраджа Бранковича, який видав свою доньку Мару Бранкович за Мурада II, не завадив їх страті. Димитр якимось чином вижив у цій різанині й залишив Ново Брдо. Певний час він жив із Марою Бранкович, донькою Джураджа та Єрини Бранкович (Ірена Кантакузин), вдови Мурада II і мачухи Мехмеда Завойовника, того самого султана, який наказав стратити. Після смерті Мари Бранкович у 1487 році Димитр покинув Сербію та залишився біля Чорного моря з кількома родичами, які ще вижили. Там він і помер, але точний рік його смерті невідомий.

## Твори
У 1469 році, перебуваючи в Рильському монастирі, Кантакузин написав життєпис святого Іоанна Рильського і зворушливу «Молитву до Пресвятої Богородиці», благаючи її про допомогу в боротьбі з гріхом. Збережений акростих у його «Службі святому Іоанну Рильському» свідчить, що спочатку він був написаний старосербською мовою. Зворушливі благання є одними з найбільш вражаючих молитов у старосербській літературі.
Також Кантакузин написав «Гімни святому Димитрію» і «Руйнування Дакії».
Кантакузин, поет смерті, — один із найталановитіших і найоригінальніших сербських середньовічних поетів.